# Kim Bauermeister
Kim-Lars Bauermeister (* 20. November 1970 in Stuttgart) ist ein ehemaliger deutscher Hindernis- und Langstreckenläufer.
1989 gewann er bei den Leichtathletik-Junioreneuropameisterschaften Bronze über 3000 Meter Hindernis.
Bei den Leichtathletik-Weltmeisterschaften 1993 in Stuttgart schied er im Vorlauf aus. 1994 siegte er bei den Leichtathletik-Halleneuropameisterschaften in Paris über 3000 Meter und wurde Neunter bei den Leichtathletik-Europameisterschaften in Helsinki. Bei den Weltmeisterschaften 1995 in Göteborg und bei den Olympischen Spielen 1996 in Atlanta erreichte er jeweils das Halbfinale.
1994 wurde er Deutscher Vizemeister über 3000 Meter Hindernis.
Kim Bauermeister startete bis 1994 für die LG Filder und ab 1995 für die LG VfB/Kickers Stuttgart.

## Persönliche Bestzeiten
- 1500 m: 3:44,12 min, 22. Juni 1994, Dettingen
- 3000 m: 7:56,02 min, 29. Mai 1994, Arnsberg-Hüsten
  - Halle: 7:52,34 min, 13. März 1994, Paris
- 5000 m: 13:47,38 min, 23. Mai 1994, Rehlingen
- 10.000 m: 29:24,16 min, 24. August 1996, Troisdorf
- Halbmarathon: 1:05:27 h, 25. März 2000, Freiburg
- 3000 m Hindernis: 8:23,19 min, 30. August 1994, Berlin